# Agnes Heinold
Agnes Heinold geb. Schickhardt (* 27. Februar 1642 in Stuttgart; † 24. Juni 1711 in Eßlingen) war eine deutsche Dichterin, eine der ersten Dichterinnen im schwäbischen Raum. Sie war eine Tochter von Lucas Schickhardt (III.).

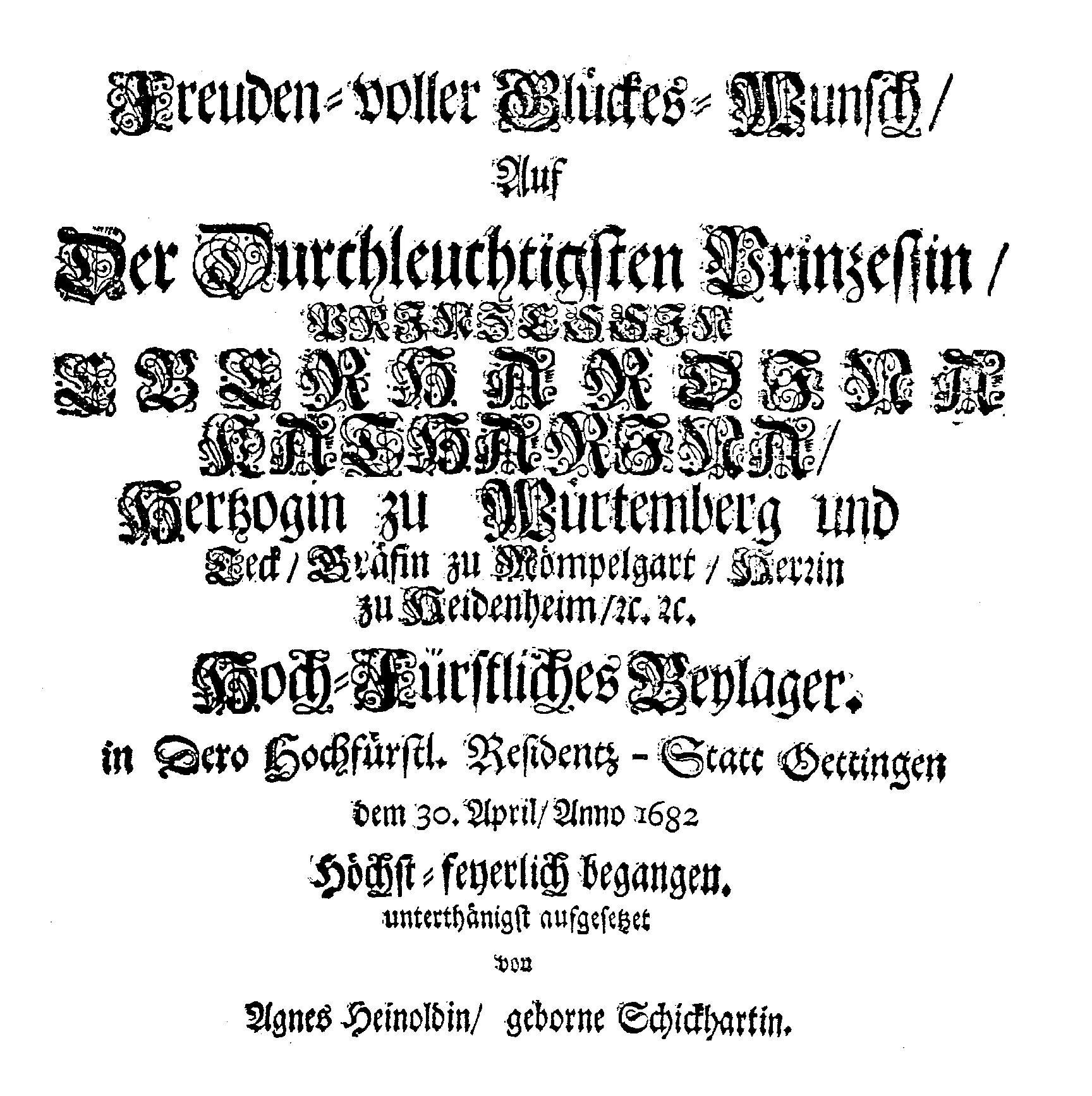
A. Heinold: Gedicht zur Hochzeit der Prinzessin Eberhardina Katharina von Württemberg am 30. April 1682 (Titelseite)

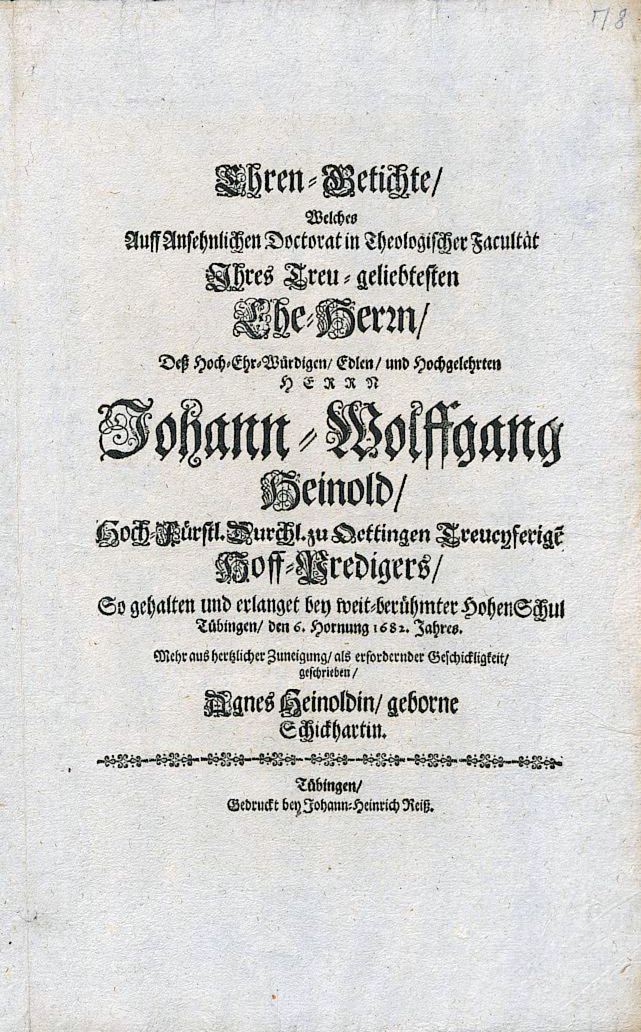
A. Heinold: Ehren-Getichte aus Anlass des Doktorats ihres Mannes Johann Wolfgang Heinold, 1682 (Titelseite)

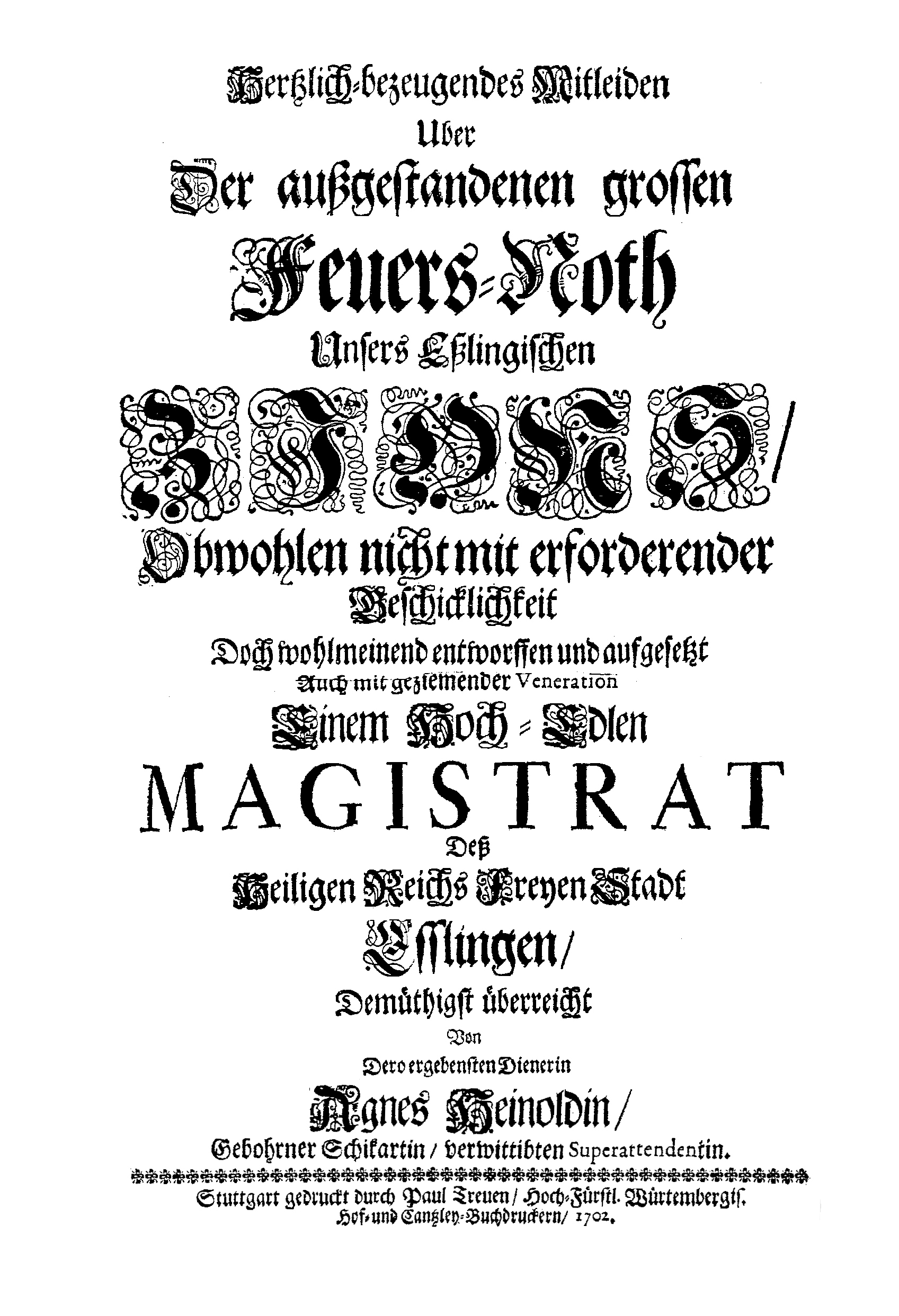
A. Heinold: Schrift anlässlich des Stadtbrandes in Eßlingen, 1702 (Titelseite)

## Leben
Agnes Heinold war eine Tochter von Lucas Schickhardt und dessen Frau Agnes geb. Kettenacker. Am 24. Juli 1666 heiratete sie in Oettingen den Pfarrer Johann Wolfgang Heinold (1642–1699), mit dem sie zwei Töchter hatte. Sie lebte zusammen mit ihrem Mann, der seit dem Februar 1675 fürstlicher Hofprediger und Herausgeber des Oettingischen Gesangbuches wurde, 28 Jahre in Oettingen und ab 1694 in Eßlingen, wo ihr Mann die Stelle eines Superintendenten bekam.
Finanziell war sie von ihrem Mann abhängig, und als dieser 1699 starb, sah sie sich gezwungen, den Rat der Stadt um Unterstützung zu bitten. Der Rat gewährte ihr eine Unterstützung in jährlicher Höhe von 25 fl, 6 Scheffel Dinkel, 1 Eimer Wein und 2 Klafter Holz und verpflichtete sich, ihr eine Behausung oder ersatzweise Geld dafür zur Verfügung zu stellen.
Sie war dichterisch begabt und dank dem Aufenthalt in Oettingen entwickelte sich zu einer Dichterin, weil es dort ein reges literarisches Leben gab, das zur Entstehung der Gruppe „Oettinger Blumengenossen“ führte. Heinold schrieb unzählige Gelegenheitsgedichte: Glückwunschgedichte für Angehörige des Fürstenhauses Oettingen-Oettingen, Ehrengedichte (z. B. anlässlich der Promotion ihres Mannes oder auf ihre ältere Kollegin aus der Dichtergruppe Sibylla Schuster), Trauergedichte (z. B. zum Tod ihrer Schwägerin Maria Ursula Schickard) oder Gedichte über besondere Ereignisse (wie das umfangreiche Gedicht über den Stadtbrand von Esslingen 1701). Manche von ihnen wurden gedruckt. In den Drucken bezeichnete sie sich immer als Agnes Heinoldin geb. Schickhartin (Schreibweise schwankend).

## Schriften
- Freuden-voller Glückes-Wunsch Auf Der Durchleuchtigsten Prinzessin Eberhardina Katharina, Hertzogin zu Würtemberg und Teck, Gräfin zu Mömpelgart, Herrin zu Heidenheim zc. zc. Hoch-Fürstliches Beylager …, Oettingen 1682.
- Ehren-Getichte Welches Auff Ansehnlichen Doctorat in Theologischer Facultät Ihres Treu-geliebten Ehe-Herrn (...) Johann-Wolffgang Heinold (...) geschrieben, Tübingen : Reiß 1682.
- Hertzlich-bezeugendes Mitleiden Uber Der außgestandenen grossen Feuers-Noth Unsers Eßlingischen ZIONS Obwohlen nicht mit erforderender Geschicklichkeit Doch wohlmeinend entworffen und aufgesetzt Auch mit geziemender Veneration …, Stuttgart 1702.